# Post hoc ergo propter hoc

Post hoc ergo propter hoc (trad. din lat.: „după asta, iată că din cauza asta”), denumită și succesiunea implică legătură cauzală, este o eroare logică (din categoria cauze îndoielnice) în care se presupune sau se afirmă că deoarece un eveniment s-a produs după un altul, rezultă că primul a fost cauza celui de-al doilea. Adesea denumirea este prescurtată cu termenul post hoc și de asemenea mai este cunoscută și sub denumirea de corelație din coincidență. Eroarea logică este diferită în mod subtil de cum hoc ergo propter hoc, în care ordinea cronologică a corelației este nesemnificativă.
Post hoc este o eroare tentantă deoarece secvența în timp pare să facă parte din cauzalitate. Eroarea logică constă, de fapt, în a deduce concluzia doar pe baza ordinii secvențiale a evenimentelor, în loc să se ia în calcul alți factori care ar putea elimina legătura între evenimente. Cel mai adesea, superstițiile și gândirea magică rezultă din această formă de eroare logică.

## Logica
Această eroare de logică are următoarea formă:
- A avut loc A, apoi s-a întâmplat B.
- Prin urmare, A este cauza lui B.

## Exemple
- „Am început destul de rău acest sezon, apoi prietena mea mi-a dat un talisman și am câștigat trei curse. Talismanul acela trebuie că poartă noroc, de atunci îl port tot timpul și nu am cum să nu câștig.”

- „Am mâncat la restaurantul chinezesc acum trei zile și mă simt rău. Singura dată când am mai mâncat la un asemenea restaurant, am pățit ca la o săptămână după, să-mi fie rău. Înseamnă că dacă mănânc restaurantele chinezești mi se face rău.” În acest caz ar trebui să se știe faptul că răul de la o anumită mâncare se produce relativ recent după ce s-a ingerat acea mâncare.

- X este zgâriat de o pisică atunci când și-a vizitat un prieten. După două zile cade la pat cu febră. X conchide că zgârietura trebuie să fie cauza bolii sale.

- Coaliția de la putere face o lege a taxelor de care beneficiază cei cu o bunăstare mai ridicată. La scurt timp după, economia suferă o deteriorare. Opoziția sare imediat cu acuzații cum că reforma a cauzat bulversarea economiei.